# Джонс, Хорас
Сэр Хорас Джонс (англ. Sir Horace Jones, 20 мая 1819 – 21 мая 1887) — британский архитектор. Он занимал пост президента Королевского института британских архитекторов с 1882 по 1884 год, а в 1886 году был посвящен в рыцари. Его самая известная работа Тауэрский мост была завершена посмертно.

## Биография
Хорас Джонс родился в Баклерсбери (Лондон) в семье Дэвида Джонса, адвоката, и Сары Лидии Шепард. В 1841-42 годах отправился в Италию и Грецию, где изучал древнюю архитектуру.
В 1843 году он начал практиковать в качестве архитектора. Начиная с ратуши Кардиффа (ок. 1850-53) и парка Каверш (ок. 1850), он спроектировал и построил множество зданий, вскоре сосредоточившись на работе в Лондоне. Он был геодезистом в поместье Тафнелл-парк герцога Букингемского, в поместье Барнард и в поместье Бетнал-Грин.
26 февраля 1864 года Джонс был избран архитектором и геодезистом Лондонского сити, сменив Джеймса Банстоуна Баннинга. Он завершил проекты, начатые его предшественником, такие как City Lunatic Asylum в Дартфорде, и отвечал за несколько реконструкций и дополнений в Гилдхолле. Он спроектировал и построил некоторые из самых известных рынков Лондона, в частности Смитфилд, Биллингсгейт и Лиденхолл-маркет. Он также спроектировал мемориал в Темпл-Баре, заменив арку Рена, которая являлась препятствием для движения.
Последним наследием Джонса является одно из самых узнаваемых сооружений в мире — Тауэрский мост. Он был разработан в сотрудничестве с инженером-строителем Джоном Вулфом Барри, который был привлечен в качестве эксперта для разработки механизма раскрывающегося моста. После смерти Джонса на начальных этапах строительства, оно перешло в руки Барри.
В 1842 году Джонс стал сотрудником Королевского института британских архитекторов и занимал пост президента института с 1882 по 1883 год. Он был посвящен в рыцари 30 июля 1886 года. Джонс был масоном, а с 1882 года и до своей смерти ― главным управляющим работами.
Джонс был женат на Энн Элизабет Пэтч, дочери Джона Пэтча, адвоката. Он умер 21 мая 1887 года и был похоронен на кладбище Уэст-Норвуд. Портрет Джонса работы Уолтера Уильяма Оулесса был выставлен на выставке Королевской академии в 1887 году.

## Работы Джонса

### Разрушенные
- Ратуша Кардиффа[7]
- Универсальный магазин Marshall & Snelgrove
- Королевские сады Суррея[8]
- Офисы суверенного обеспечения[9]
- Британская и Ирландская компания магнитного телеграфа[10]
- Зал Совета[11]
- Бишопсгейт

### Сохранившиеся
- Кавершем-парк
- Смитфилд
- Зарубежный рынок крупного рогатого скота
- Библиотека и музей
- Рыбный рынок Биллингсгейт
- Темпл Бар[12]
- Лиденхолл-маркет
- Гилдхоллская школа музыки и театра
- Тауэрский мост[13]

## Галерея

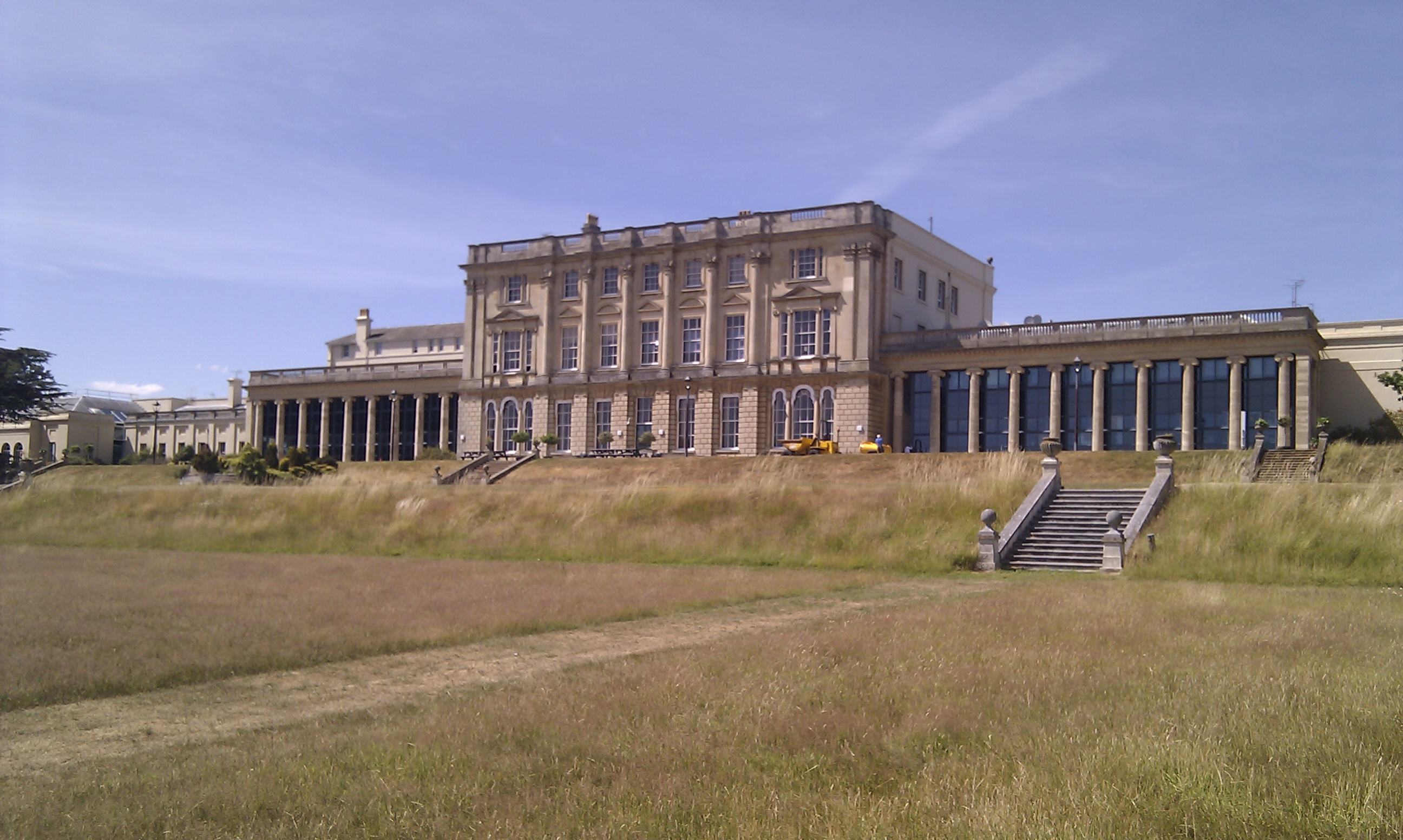
Кавершем-парк
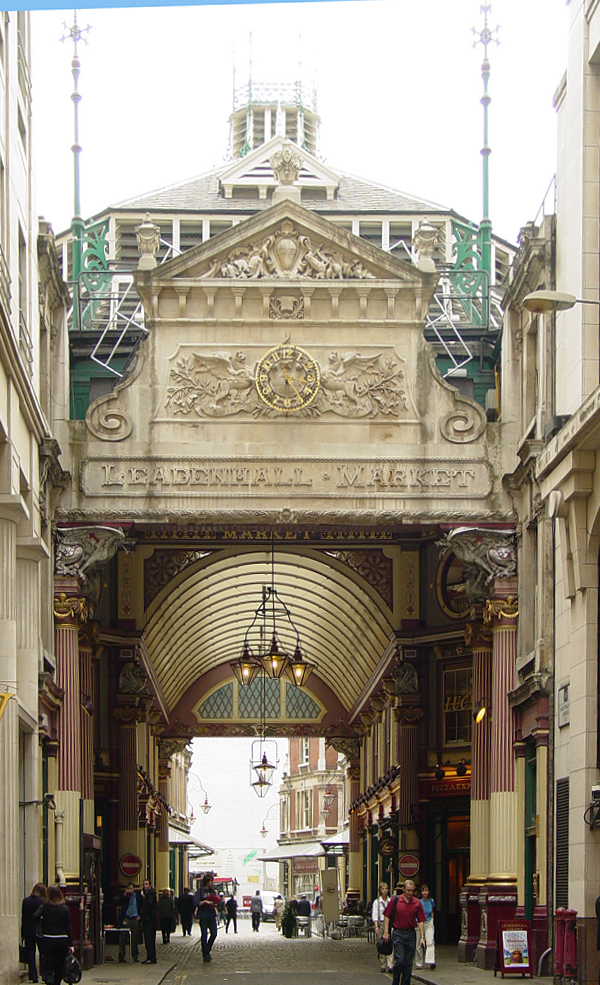
Рынок Лиденхолла
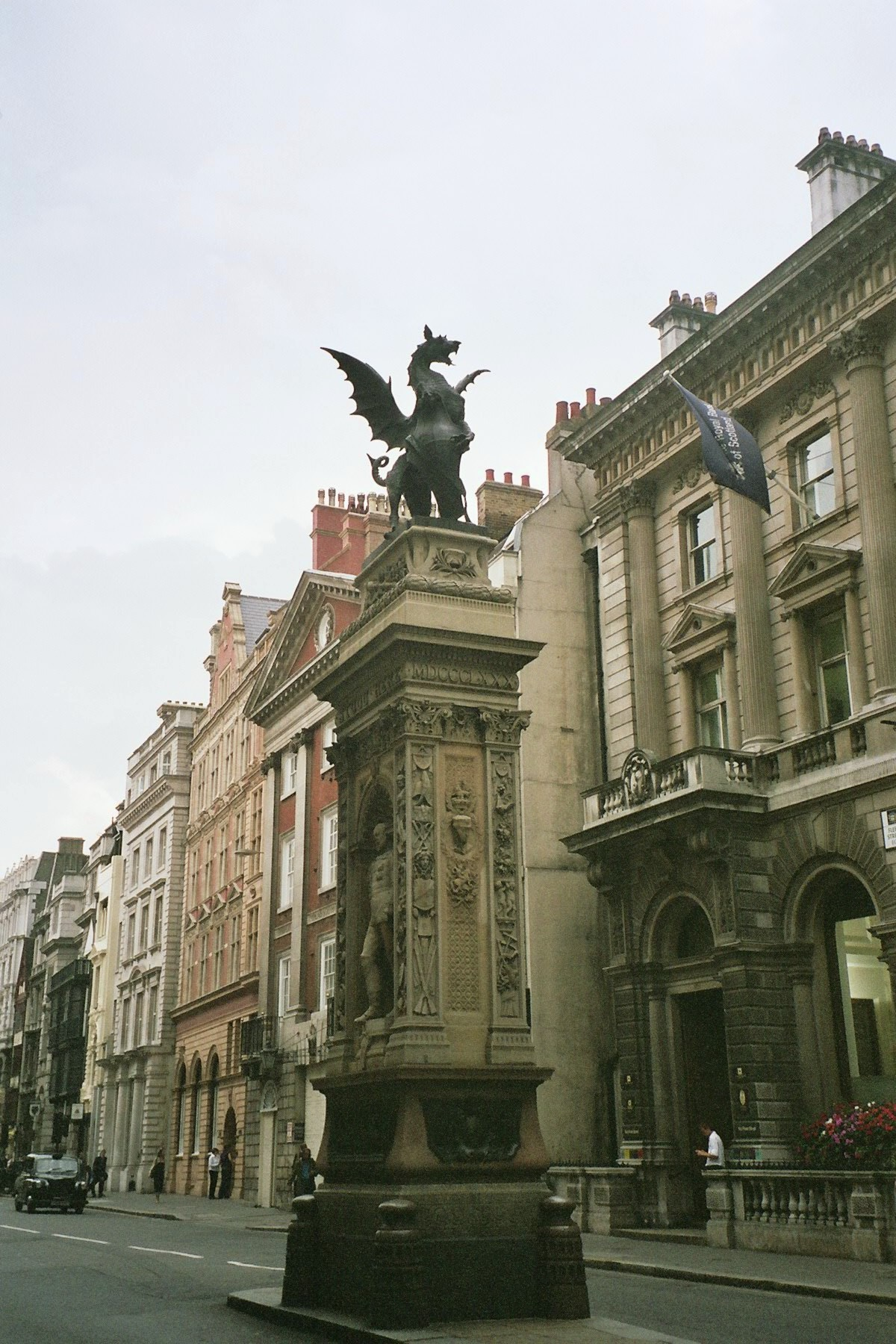
Мемориал Темпл Бар
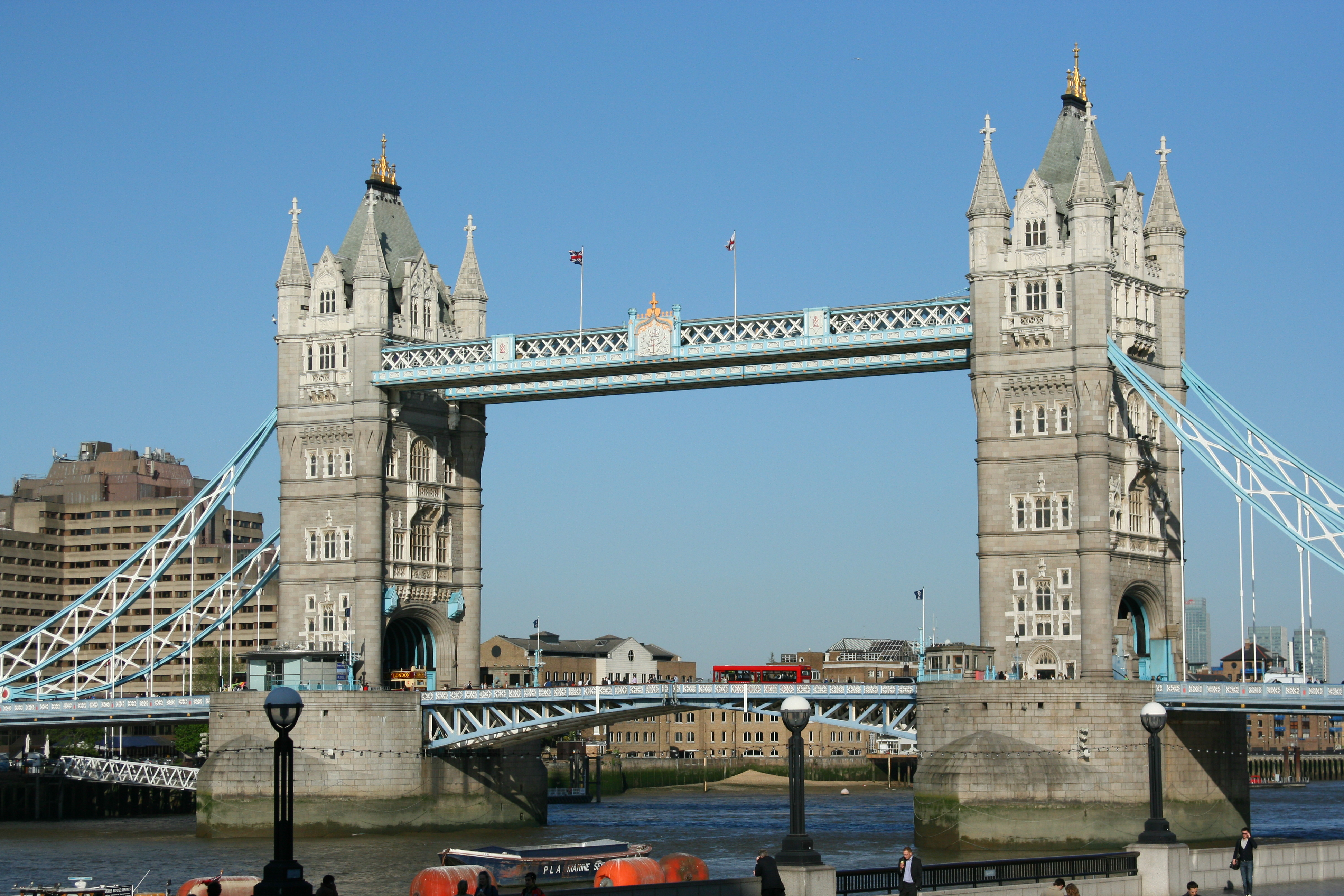
Тауэрский мост
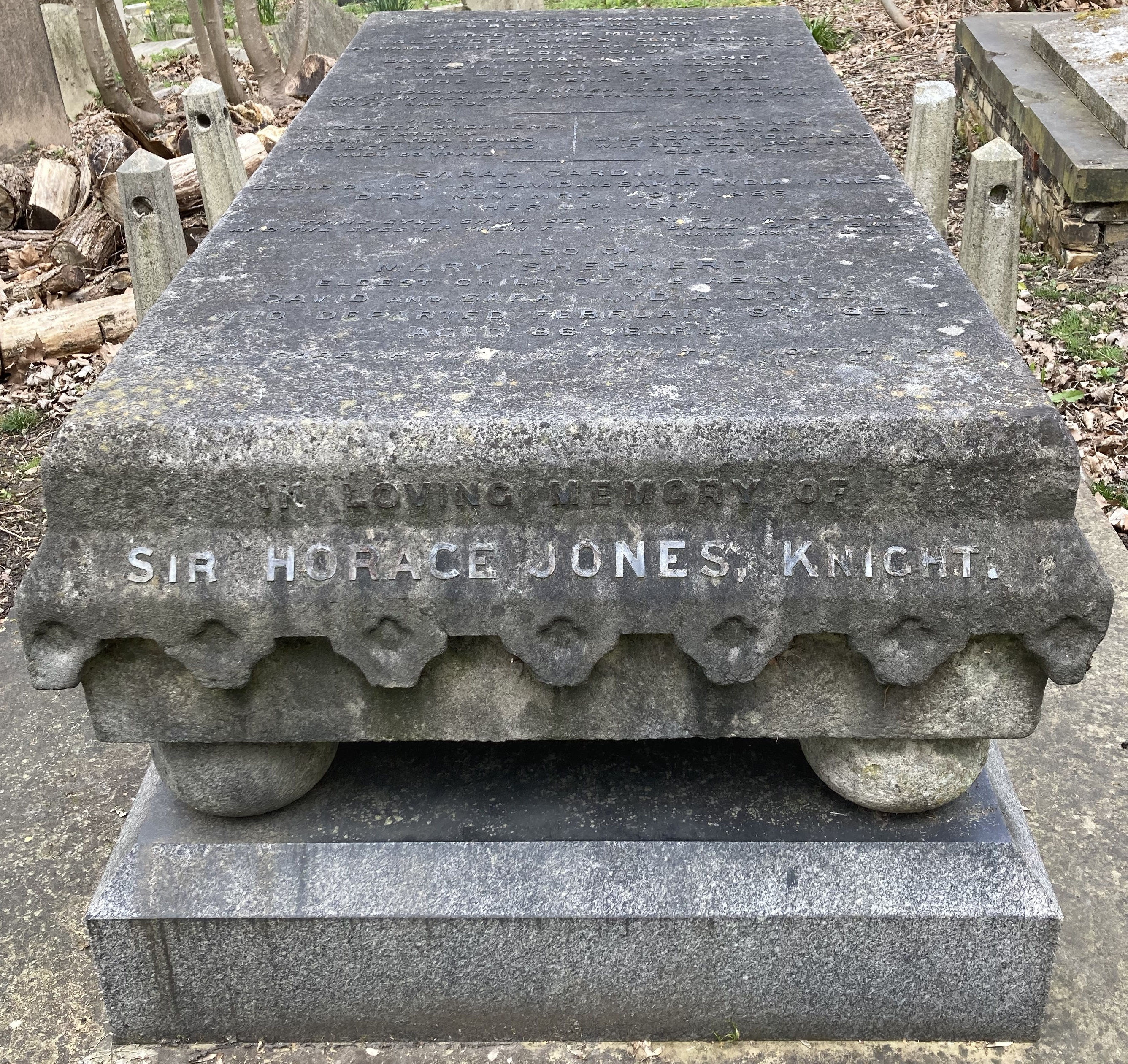
Могила сэра Горация Джонса на кладбище Уэст Норвуд